# La Douceur de vivre du comte Bobby
Pour plus de détails, voir Fiche technique et Distribution.
La Douceur de vivre du comte Bobby (titre original : Das süße Leben des Grafen Bobby) est un film autrichien réalisé par Géza von Cziffra sorti en 1962.
Il s'agit de la suite de Les Aventures du comte Bobby, sorti l'année précédente.

## Synopsis
Le comte Bobby (de) et le baron Mucki ont fondé le bureau de détective Pfiff & Greif afin de gagner de l'argent. Peu de temps avant la faillite de leur entreprise, ils reçoivent une commande lucrative de Benevenuto Sokrates Socre : ils doivent confondre un réseau de proxénètes.
La comtesse Bobby se déguise en femme pour avoir de meilleures chances de succès et est embauchée comme dame de compagnie de certaines jeunes filles. Le voyage les emmène à Maritima, où ils travaillent ensemble au Dolce Vita, une discothèque flottante et un casino. Bobby tombe amoureux de la danseuse Vera.
Peu à peu il s'avère que son employeur est à la tête d'un gang international de trafic de drogue. Le comte Bobby et le baron Mucki parviennent finalement à arrêter le gang des contrebandiers grâce à l'aide du policier Johnny H. Clayton.

## Fiche technique
- Titre : La Douceur de vivre du comte Bobby
- Titre original : Das suesse Leben des Grafen Bobby
- Réalisation : Géza von Cziffra
- Scénario : Albert Anthony
- Musique : Peter Laine
- Direction artistique : Fritz Jüptner-Jonstorff
- Costumes : Paul Seltenhammer
- Photographie : Willy Winterstein
- Son : Herbert Janeczka
- Montage : Arnfried Heyne
- Production : Herbert Gruber
- Société de production : Sascha-Film
- Société de distribution : Constantin Film
- Pays d'origine :  Autriche
- Langue : allemand
- Format : Couleur - 1,66:1 - mono - 35 mm
- Genre : comédie
- Durée : 92 minutes
- Dates de sortie :
  - Allemagne : 27 avril 1962.
  - Danemark : 24 septembre 1962.
  - France : 10 juin 1966[1].

## Distribution
- Peter Alexander : Le comte Robert « Bobby » Pinelski
- Ingeborg Schöner : Vera von Burger
- Gunther Philipp : Le baron Mucki von Kalk
- Margitta Scherr : Babsy
- Oskar Sima : Benevenuto Sokrates Socre
- Rolf Olsen : Pietro Krokowitsch
- Gerhard Frickhöffer : Marchese Peperoni
- Sieglinde Thomas : Helene
- Fritz Muliar : Pullizer
- Bill Ramsey : Jonny H. Clayton
- Erna Ascher : Loni
- Heidi Alrun : Rita
- Krista Stadler (de) : Gerti
- Peter Machac : Heribert Leiter
- Karl Ehmann (de) : Le serveur
- Elisabeth Stiepl : La femme de ménage du Bajadere
- C. W. Fernbach : Le conducteur
- Johannes Ferigo : Le portier du Grand Hôtel

## Source de la traduction
- (de) Cet article est partiellement ou en totalité issu de l’article de Wikipédia en allemand intitulé « Das süße Leben des Grafen Bobby » (voir la liste des auteurs).